# Clube de Regatas Almirante Tamandaré
O Clube de Regatas Almirante Tamandaré é um clube brasileiro de remo, sediado na cidade de Porto Alegre, capital do estado do Rio Grande do Sul.

## História
O "Almirante Tamandaré" foi fundado no dia 18 de janeiro de 1903, sendo o primeiro clube brasileiro a realizar excursão ao Uruguai, onde participou de competições com seu "out-rigger" a 8 remos, batizado de "Tupinambá". Seu primeiro presidente foi Gaspar Pinto Fróis de Azevedo.
Em 1916, foi campeão gaúcho de remo, feito repetido em 1920, 1921 e 1923. O clube também teve destaque na prática do basquete, conquistando o campeonato estadual masculino em 1923 e 1924.

## Títulos

### Basquete
- Campeonato Gaúcho de Basquete (Masculino): 2 vezes (1924 e 1925)*[1]

* Liga Atlética do Rio Grande do Sul - LARGS.
Campeonato Gaúcho de Remo 7
1906,1916,1920,1921,1923,1930,1932.